# Pedro Dolese
Petrus Dolese o Pedro Dolese o Pere d'Olesa i Rovira, (Palma de Mallorca, ca. 1460 - Valencia, 1531), médico y físico atomista español del siglo XV.

## Biografía
Hijo de un conseller de la ciudad de Palma de Mallorca, estudió Artes y Medicina en las Universidades de Pisa (1490-1495), Montpellier y Lérida. Pasó de Pisa a Montpellier a causa de la invasión del ejército francés de Carlos VIII, y a Lérida por el mismo motivo. En 1497 concluyó sus estudios con los títulos de doctor en Artes y Medicina y marchó a la Universidad de Valencia, donde fue catedrático de medicina y examinador de Teología desde el 14 de noviembre de 1514. Su fama como médico debió ser grande, cuando lo cita Lorenzo Palmireno en 1562. Se publicó póstuma su Summa totius philosophiae et medicinae (Valencia, 1536) en que sigue el atomismo de Demócrito y defiende sus opiniones acerca de los "principios mínimos" naturales, los átomos, y la incorruptibilidad de los elementos. Es un compendio de Filosofía natural, Biología y Medicina. Dolese es el más antiguo de los atomistas españoles modernos según uno de sus seguidores, el médico del siglo XVII Isaac Cardoso, quien le elogia y sigue en su Philosophia Libera (Venecia, 1673). Al igual que este último, Vallés y Gómez Pereira, fue un antiaristotélico, pero en esta obra, aunque sigue la estructura del Canon de Avicena, se muestra más bien crítico con el Avicenismo y el Galenismo según los principios de su radical atomismo corpuscular, que aplica a toda disciplina. La obra fue publicada por su discípulo el médico Francesc Jeroni Pujades, futuro catedrático de Cirugía en el curso 1544-1545.

## Fuente
- J. M.López Piñero y J. García Sevilla, "Pere D'olesa (Petrus Dolese) y su obra Summa totius philosophie et medicine (1536)", en Actas del III Congreso Español de Historia de la Medicina (Valencia, 1969), II, 125-129

- Datos: Q5682204